# 胡桃沢まひる
胡桃沢 まひる（くるみざわ まひる、1993年11月27日 - ）は、日本の女性アイドル。妄想キャリブレーションのメンバーとして活動していた。
東京都出身。血液型A型。秋葉原ディアステージ所属。

## 略歴
- 妄想キャリブレーションの結成メンバーである。
- 相沢梨紗の歌をディアステージで聴いたことをきっかけに、ディアステージで働くことを決めたと話している。[2]
- 東京女子大学入学と同時に、2012年4月4日からアルバイトとしてディアステージで働き始める。

## 人物
- 妄想キャリブレーションでのメンバーカラーはピンクである。
- ニックネームはまひるん。
- 趣味は勉強、スポーツ観戦、筋トレ。

## 作品
- シングルCD「君を知ってしまった世界は」（2021年10月23日）